# Theresamora gratiosa
Theresamora gratiosa là một loài bọ cánh cứng trong họ Cleridae. Loài này được Pic miêu tả khoa học năm 1950.